# Красен Трифонов
Красен Красимиров Трифонов е български футболист, който играе като халф за ОФК Павликени.

## Професионална кариера
Започна кариерата си във ФК „Черноморец“ Бургас. После играе в ОФК „Несебър“, ФК „Спартак“ Пловдив, ПФК „Локомотив“ Пловдив, ОФК „Несебър“, „Атлетик“ Куклен, ФК „Етър“, преди да премине в „Локомотив“ (Горна Оряховица).